# ブルニー島

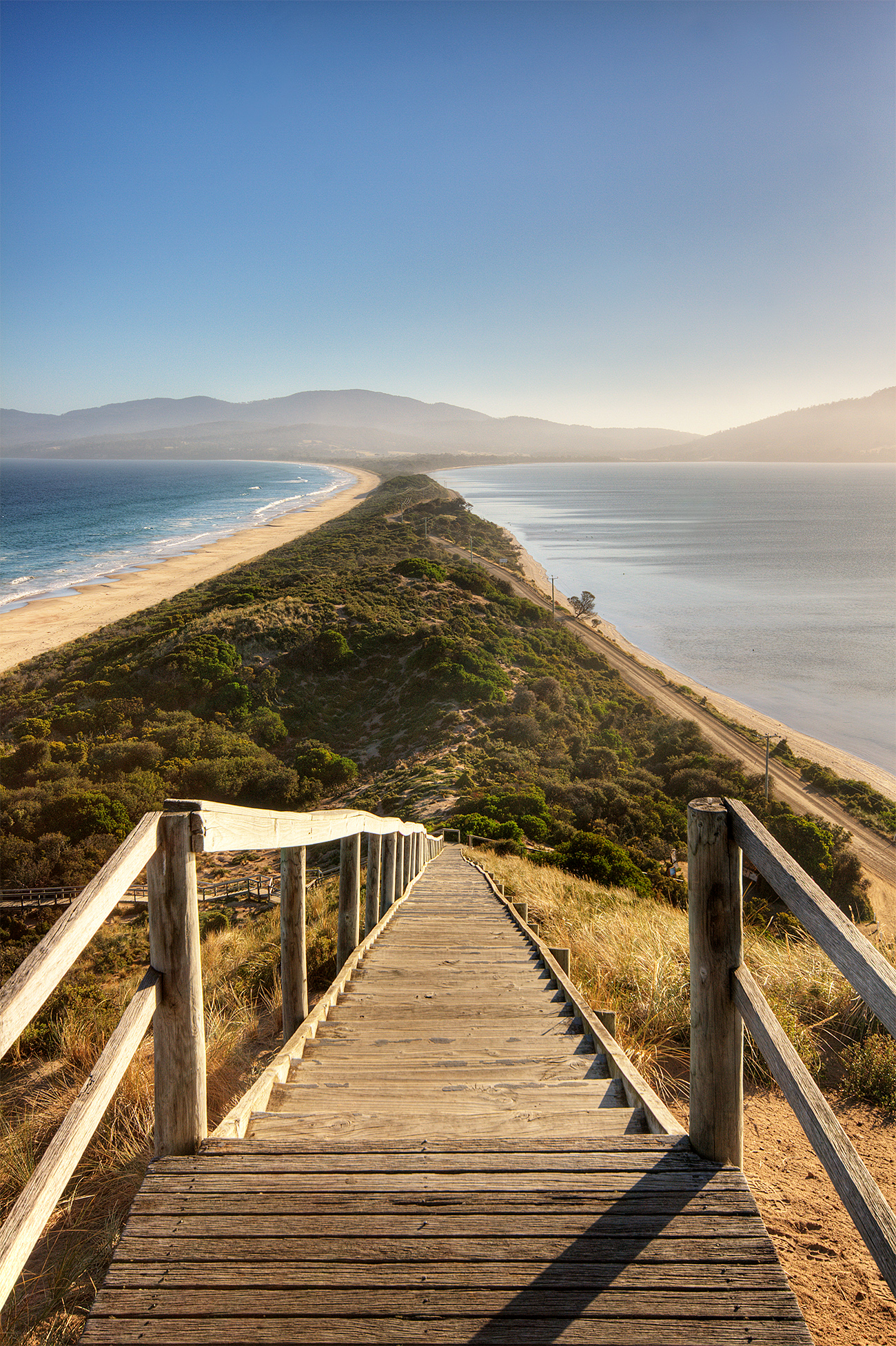
"The Neck"：北ブルニーと南ブルニーをつなぐ地峡。ハシボソミズナギドリ、コガタペンギンの繁殖地。

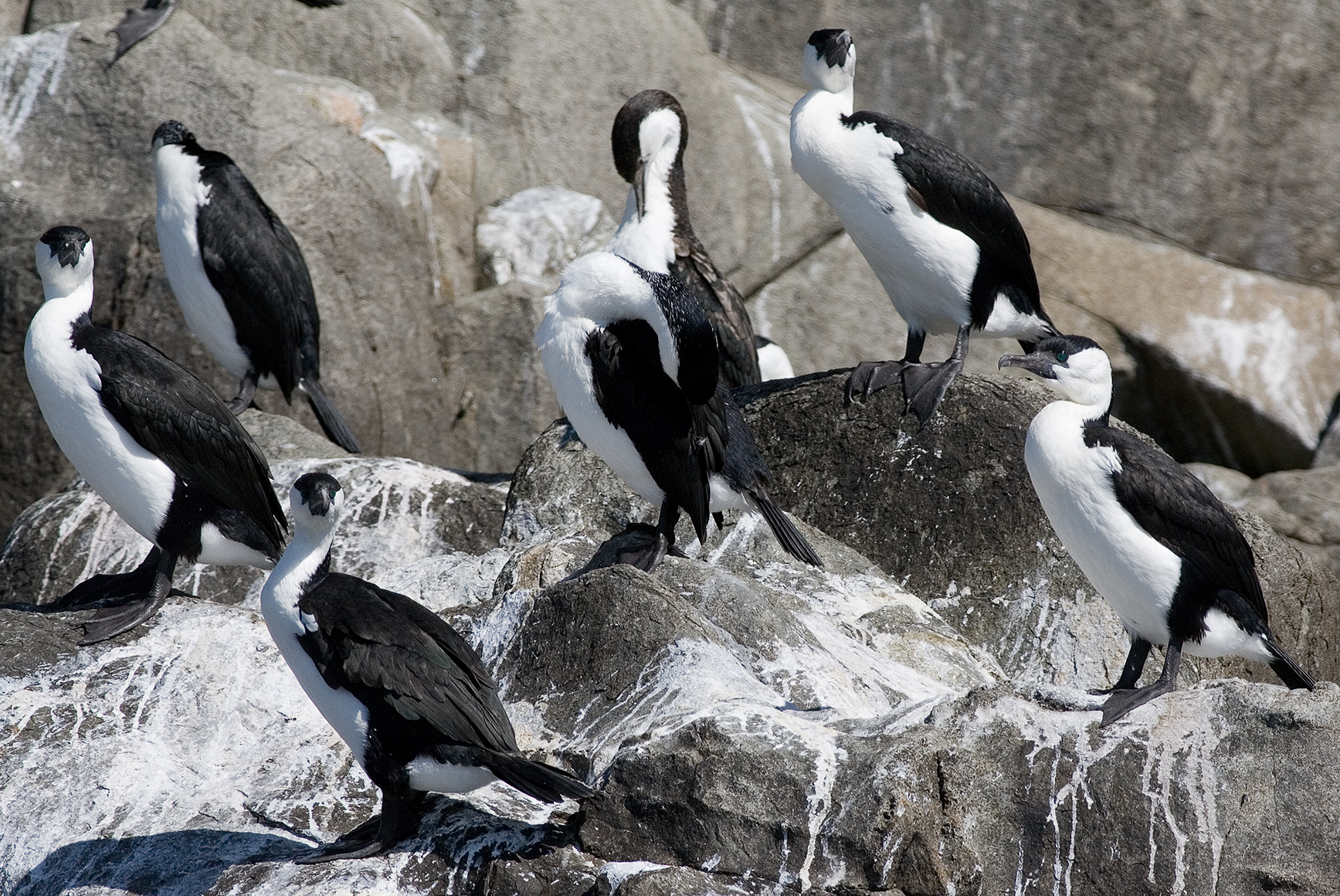
Black-faced Cormorants (Phalacrocorax fuscescens), Bruny Island, Tasmania

ブルニー島（Bruny Island、先住民の呼称名 : Alonnah Lunawann）は、タスマニア島本島南東にダントルカストー海峡を隔てて位置する島。
アボリジニ・コミュニティが管理

## 地理

### 北ブルニー
- Dennes Point
- Barnes Bay

### 南ブルニー
- Alonnah
- Adventure Bay
- Lunawanna.
- South Bruny National Park[3][4][5]

ブルニー岬灯台（Cape Bruny Lighthouse）
- Cloudy Bay

## 交通
- ブルニー島フェリー（ en:Bruny Island Ferry ）：

　運行：ケタリング（ Kettering）ー 本島

## 略史
- タスマニアン・アボリジニ（Tasmanian Aborigines）が居住
- 1642年、アベル・タスマンは、現在のアドベンチャー湾近郊から上陸を試みる。
- 1773年、トバイアス・フルノーが現在のアドベンチャー湾を発見、命名。
- 1777年1月26日、ジェイムズ・クックの2隻の船レゾリューション号と、ディスカバリー号は、アドベンチャー湾に2日間滞在。　クックは彼の名前のイニシャルを木に彫ったが1905年の山火事で消失、後に記念の飾り板が設置される。
- 1788年と1792年、ウィリアム・ブライがアドベンチャー湾に投錨。
- 1792年、アントワーヌ・ブリュニー・ダントルカストーが海峡域を探検。彼の名から、「ブルニー島」と呼ばれるようになる。
- 1918年、名称の綴りが Bruni からBruny へ変更

## 参照
1. ↑  “Bruny Island”.   Britannica Online. 2008年8月17日閲覧。
2. ↑  Bruce Elder, "Rock of Ages", Sydney Morning Herald, 13 February 1999
3. ↑  “Statistics - Tasmania,2002”.   Australian Bureau of Statistics. 2008年8月10日閲覧。
4. ↑  “Tas Country Hour Feature Stories”.   ABC Rural Online. 2008年8月10日閲覧。
5. ↑  "Cape Bruny Lighthouse". Lighthouses of Tasmania. Lighthouses of Australia Inc. 2007年11月8日閲覧。

- Flora Fox,  Flora Fox, News and Information about Southern Tasmania 2011